# Іраклій Русинович
Іраклій Русинович — український військовий діяч та дипломат часів Івана Мазепи.

## Життєпис
Русиновичі родом з Переяславщини. Російський резидент у Варшаві І. Волков у 1690 році дізнався, що з Польщі в Україну таємно ходить чернець Іраклій Русинович і передає повідомлення королю. У свою чергу його нібито інформують слуги Івана Мазепи. Польська ж сторона у своїй таємній кореспонденції називала ченця Печерського монастиря Іраклія Русиновича, великим агентом пана Мазепи. Його місія полягала в погодженні питання про повернення Семена Гродського (Соломона)..